# Volkspistole
La Volkspistole ("Pistola del pueblo") era un diseño de pistola alemán de emergencia, que se ensambló a partir de sencillas piezas de chapa de acero estampada con un mínimo de piezas mecanizadas. Solo se produjeron prototipos antes del final de la Segunda Guerra Mundial. Estos prototipos tenían un inusual sistema de acerrojado, que dirigía los gases del disparo hacia adelante para retrasar el retroceso del cañón hasta que la bala hubiese salido de este. Algunos prototipos también fueron fabricados por Walther, Mauser y Gustloff-Werke. Estos prototipos tuvieron acciones ligeramente diferentes.

## Historia
En el otoño de 1944, cuando las tropas soviéticas y estadounidenses estaban en las afueras de Alemania, los armeros del Reich comenzaron a desarrollar una pistola barata y simple para armar al Volkssturm. Carl Walther, Mauser-Werke y Gustloff-Werke trabajaron en la creación de un nuevo proyecto de armas, llamado "Volkspistole". Según el TTZ, se suponía que el arma debía usar el cartucho 9 x 19 Parabellum, fabricarse con equipos de estampado, tener un mecanismo fiable en todas las condiciones de operación, un seguro y mostrar una alta precisión en una distancia de 15 m para objetivos de no más de 200x200 mm de tamaño. La Volkspistole, junto con el fusil semiautomático Volkssturmgewehr 1-5 y el subfusil MP-3008, estaba en la lista obligatoria de armas que las tropas del Volkssturm iban a emplear.